# نادي الطلبة
نادي الطلبة الرياضي هو نادي رياضي عراقي من الرصافة في مدينة بغداد. نادي كرة القدم الاحترافي منه يلعب في دوري نجوم العراق. تم تأسيسه عام 1969. ملعب النادي هو ملعب الطلبة.
توّج نادي الطلبة بلقب الدوري العراقي خمس مرات، ولقب كأس العراق مرتين، وبطولة أم المعارك ثلاث وكأس السوبر مره واحد أيضًَا حصل على المركز الثاني في كأس أبطال الكؤوس الآسيوية 1995.
نادي الطلبة منذ ان تم تأسيسه يعد ملك وزارة التعليم العالي والبحث العلمي ويعتبر الوزير الرئيس الفخري للنادي.

## التاريخ

### السنوات المبكرة (1961–1980)
في عام 1961 جامعة بغداد قامت بتشكيل نادي لكرة القدم يتكون من أفضل لاعبي كرة القدم من الطلاب باسم منتخب جامعة بغداد للمنافسة في دوري الاتحاد العراقي الدرجة الثانية. تم إقصاء الفريق في الجولة الأولى بعد خسارته 2-1 أمام نقابة عمال السكة الحديد في 22 فبراير 1961. بعد ذلك، كان الفريق غير نشط حتى عام 1964 عندما شارك في بطولة الجمهورية ودخل دوري الجامعات العراقي. أول رئيس للنادي كان حسن كانه بينما تكون الطاقم الفني من المدرب غني عسكر ومساعديه الاثنين مؤيد البدري وسامي الصفار.
تم تأسيس نادي الجامعة الرياضي في السابع عشر من ديسمبر 1969 ليمثل جامعة بغداد في المنافسات الرسمية. من قبل قرار خاص صدر من الاتحاد العراقي لكرة القدم كانت مشاركة النادي الأولى مباشرة في دوري الدرجة الأولى العراقي (المرتبة الثانية) دون ان يلعب في الدرجة الثانية أو الثالثة. في موسمهم الأول في 1970-71 حل النادي في المركز الأول تحت تدريب ثامر محسن مما ادى إلى ترقية النادي إلى الدوري العراقي الممتاز لكن في الموسم 1971-72 حل النادي الشاب في المركز الاخير فهبط مرة أخرى إلى الدرجة الأولى.
بعد ثلاثة مواسم غادر المدرب ثامر محسن الفريق واصبح جمال صالح المدرب الجديد والذي قاد النادي إلى الترقية في موسم 1974-75 من خلال استدعاء عدد من اللاعبين من منتخب جامعة بغداد والذي تمكن من تحقيق لقب دوري جامعات العراق في نفس السنة لتدعيم قوة النادي. في موسمهم الأول حلوا في المركز الثامن لكن في موسم 1976-77 حلوا في المركز الثاني بفارق خمس نقاط عن نادي الزوراء المتصدر. في في السابع والعشرين من ديسمبر 1977، تم تأسيس نادي الطلبة الرياضي، وتم دمج نادي الجامعة مع نادي الطلبة بعد أقل من عام.
في عام 1978 تمت إقالة جمال صالح من قبل مجلس الإدارة وتم استبداله بالمدرب عبد الوهاب عبد القادر والذي قاد الفريق في موسم 1978-79 والذين حلوا في المركز الثالث فيه خلف نادي الشرطة ونادي الزوراء وكان ذلك أول موسم يصل فيه لاعبي النادي إلى أول ثلاثة هدافين للدوري وهم اللاعب حسين سعيد بستة اهداف وكذلك حارس محمد بخمسة اهداف. في موسم 1979-80 وتحت تدريب خلف حسن حل الطلبة مرة ثانية في المركز الثالث بسبع وعشرين نقطة وكان أهم فوزين للنادي هما امام النادي المتصدر الشرطة 2-0 في الجولة الثانية ونادي الطيران 1-0 في الجولة العشرين. اما في بطولة كأس العراق 1979-80 وصل نادي الطلبة إلى النهائي لأول مرة في تاريخه الا انه خسر في الثامن من فبراير 1980 على يد نادي الجيش عن طريق ضربات الترجيح 4-2 بعد ان تعادل الفريقان 1-1.

## أبرز من لعب لنادي الطلبة
من أبرز اللاعبين: حسين سعيد ومثنى حميد وأيوب أوديشو وعدنان درجال وجمال علي وثائر أحمد وجليل صالح ووميض منير ووميض خضر وحارس محمد وحبيب جعفر وسهيل صابر وعلاء كاظم وعلي حسين شهاب وعبد الوهاب أبو الهيل ويونس محمود وباسم عباس ونور صبري ومهدي كريم، وكذلك أشرف على تدريبه العديد من المدربين التميزين في مقدمتهم عمو بابا وأكرم أحمد سلمان وعبد الإله محمد حسن وعامر جميل وأنور جسام.

## التشكيلة الحالية
ملاحظة: تشير الأعلام إلى المنتخب بحسب قواعد الأهلية المعتمدة من قبل الفيفا؛ تنطبق بعض الاستثناءات المحدودة. وقد يحمل اللاعبون أكثر من جنسية لا تعترف بها الفيفا.
| الرقم | البلد  | المركز | اللاعب       |
| ----- | ------ | ------ | ------------ |
| 2     | العراق | مدافع  | طيف عماد     |
| 3     | العراق | مدافع  | سعد جاسم     |
| 6     | العراق | وسط    | سيف سلمان    |
| 8     | العراق | مهاجم  | حيدر حسين    |
| 10    | العراق | مهاجم  | مصطفى الأمين |
| 12    | العراق | مدافع  | حيدر علي     |
| 13    | العراق | مدافع  | أحمد محمد    |
| 14    | العراق | مهاجم  | أمجد خلف     |
| 15    | العراق | مدافع  | علي لطيف     |
| 17    | العراق | مهاجم  | موسى عدنان   |
| 20    | العراق | وسط    | محمد زامل    |
| 21    | العراق | حارس   | محمد حسن     |
| 22    | العراق | مهاجم  | حسين محمد    |
| 24    | العراق | مدافع  | محمد كريم    |
| 25    | العراق | وسط    | أمجد كريم    |

| الرقم | البلد     | المركز | اللاعب             |
| ----- | --------- | ------ | ------------------ |
| 26    | العراق    | مدافع  | ياسر فريح          |
| 30    | العراق    | حارس   | عباس علي           |
| 32    | العراق    | حارس   | محمد شاكر          |
| 48    | العراق    | مهاجم  | محمد طلال          |
| 49    | العراق    | مهاجم  | زين العابدين قحطان |
| 88    | العراق    | وسط    | حيدر صباح          |
|       | العراق    | مدافع  | صفاء جابر          |
|       | العراق    | حارس   | عباس طالب          |
|       | العراق    | مدافع  | أشرف عبد الكريم    |
|       | العراق    | وسط    | عباس علي           |
|       | العراق    | مدافع  | كرار سالم          |
|       | العراق    | مدافع  | سامال سعيد         |
|       | العراق    | مدافع  | سلام شاكر          |
|       | صربيا     | مدافع  | غوران أوبرادوفيتش  |
|       | موريتانيا | مهاجم  | اعلي الشيخ الفلاني |

## الإنجازات والألقاب

### ألقاب محلية

#### وطنية
- دوري نجوم العراق:
  - فوز (5): 1980-81، 1981-82، 1985-86، 1992-93، 2001-02
- كأس العراق:
  - فوز (2): 2001-02، 2002-03
- كأس السوبر العراقي:
  - فوز (1): 2002
- بطولة أم المعارك:
  - فوز (3): 1992–93، 1993–94، 1995–96

#### إقليمية
- دوري مؤسسات بغداد للدرجة الثانية:
  - فوز (1): 1970–71

### بطولات أخرى
- بطولة بنغلور الهندية:
  - فوز (1): 1984
- كأس يوم بغداد
  - فوز (2): 2001، 2002
- بطولة دمشق الدولية:
  - فوز (1): 2005

## الإحصاءات

### في البطولات الدولية
آخر تحديث 10 أيار 2011.
| المسابقة                  | السجل | السجل | السجل | السجل | السجل  |
| المسابقة                  | م     | ف     | ت     | خ     | فوز %  |
| ------------------------- | ----- | ----- | ----- | ----- | ------ |
| دوري أبطال آسيا للنخبة    | 9     | 4     | 1     | 4     | 044٫44 |
| دوري أبطال آسيا 2         | 6     | 1     | 2     | 3     | 016٫67 |
| كأس أبطال الكؤوس الآسيوية | 15    | 5     | 5     | 5     | 033٫33 |
| كأس العرب للأندية الأبطال | 18    | 7     | 4     | 7     | 038٫89 |
| المجموع                   | 48    | 17    | 12    | 19    | 035٫42 |